# Marius Topin
Pour les articles homonymes, voir Topin.
Marius Jean François Topin, né le 18 décembre 1838 à Aix-en-Provence (Bouches-du-Rhône) et mort le 21 juin 1895 à Paris 13e, est un écrivain et journaliste français.

## Biographie
Marius Topin est le fils de Jean François Toussaint Topin, recteur d'académie d'Aix-en-Provence et de Marie Félicie Louise Reynaud. Il fait ses études à Aix-en-Provence puis à Gap et s'intéresse à la littérature. Encore jeune étudiant, il collabore à divers journaux de province jusqu'en 1865. En 1870, il participe à la guerre franco-allemande en tant que chef du 193e bataillon de la  Garde nationale qui lui vaut la Légion d'honneur. Il collabore ensuite au Courrier de France (1872) puis à La Presse en 1875 dont il soutient fermement la politique conservatrice.
Le 1er juillet 1878, il est nommé inspecteur général des bibliothèques populaires, inspecteur général des bibliothèques populaires et scolaires, le 31 janvier 1879. Il est le premier, à obtenir ce poste, qui disparaitra en 1884, alors que l'Inspection générale des bibliothèques fusionne avec l'Inspection générale des archives.   
Il est le neveu d'Auguste Mignet.
Il meurt à son domicile au no 51 boulevard Arago à Paris.

## Polémique
Pendant ses tournées d'inspection des bibliothèques populaires et scolaires en France, Marius Topin organise, avec l'aval de Jules Ferry, alors ministre de l'Instruction publique, des conférences, afin de promouvoir la laïcité, l'importance de l'école, mais également la création de bibliothèques. Partout, le conférencier est applaudi par les républicains, et salué par les maires et les préfets. Il participe de ce fait au développement de nombreuses bibliothèques populaires et scolaires sur le territoire français. 
Pourtant, certains propos outranciers contre le Clergé et le projet d'épurer les bibliothèques des ouvrages imposés aux écoles sous le Second Empire alarment la presse catholique. Le journal catholique L'Univers pose la question : comment « cet ancien collaborateur du Correspondant, ce protégé de M. de Falloux, cet admirateur de Mgr Dupanloup » peut-il se fourvoyer ainsi ? corruption de l'esprit ? opportunisme ? la presse conservatrice et la presse républicaine s'affronte.
Lors d'une tournée dans le département des Landes, on apprend la disparition subite du conférencier. Marius Topin serait parti précipitamment pour l'Espagne. Un peu plus tard, la presse révèle une affaire de mœurs. Topin aurait été surpris en compagnie d'un élève dans le cabinet du préfet des Landes. Le coupable se serait « réfugié en Suisse avec l'aide du gouvernement » accuse les opposants aux républicains,. Le fait divers finit par être oublié.
 Le 16 juillet 1883, Marius Topin est finalement révoqué de ses fonctions d'inspecteur général des bibliothèques populaires et scolaires pour immoralité, puis radié de la Légion d'honneur le 7 mai 1884.

## Prix et Distinctions

### Prix
- Prix d'éloquence  pour Étude littéraire sur le génie et les écrits du cardinal de Retz, n°12 (1863)
- Prix Thiers  pour L’Europe et les Bourbons sous Louis XIV (1868)
- Prix Thérouanne  pour L’homme au masque de fer (1870)
- Prix Thérouanne  pour Étude historique sur Louis XIII et Richelieu (1876)[9]

### Distinctions
- Officier de la Légion d'honneur par décret du 22 août 1871, rayé des matricules en 1884[8]

## Œuvres
- Étude littéraire sur le génie et les écrits du cardinal de Retz, n°12, Paris : Gosselin, 1863.[lire en ligne]
- L’Europe et les Bourbons sous Louis XIV, Paris : Didier, 1868. [lire en ligne]
- L'homme au masque de fer, Paris : E. Dentu, 1870. [lire en ligne]
- Louis XIII et Richelieu: étude historique accompagnée des lettres inédites, Paris : Didier et Cie, 1876. [lire en ligne]
- Romanciers contemporains, Paris : Charpentier et Cie, 1876. [lire en ligne]